# Northwest Airlines
La Northwest Airlines era una compagnia aerea maggiore statunitense, la nona compagnia aerea del mondo  per passeggeri per chilometro trasportati nel 2008 secondo la IATA.

## Profilo
La Northwest Airlines serviva circa 248 destinazioni in 23 paesi del mondo, nel 2005 ha fatturato 12,5 miliardi di dollari.
Gli aeroporti principali utilizzati dalla Northwest Airlines erano: Minneapolis, Detroit, Memphis, Tokyo, Amsterdam.
Ne 1989, la KLM acquisisce il 20% della Northwest Airlines, avviando così un'alleanza tra le due compagnie, terminata nel 2010 con la fusione della Northwest Airlines nella Delta Air Lines. Nel 1993 la NWA, nel quadro di questa alleanza strategica aveva aperto un hub presso l'aeroporto di Amsterdam-Schiphol, mantenuto poi dalla Delta Air Lines.
La Northwest Airlines faceva parte dell'alleanza globale SkyTeam dal settembre 2004 ed è stata sotto Chapter 11 dal settembre 2005 fino al 31 maggio 2007.
Il 15 aprile 2008 Delta Air Lines e Northwest Airlines hanno annunciato un accordo di fusione tra le due compagnie che ha dato vita alla più grande compagnia aerea del mondo. Il marchio è Delta così come la sede societaria che resta ad Atlanta mentre l'amministratore delegato della Delta, Richard Anderson, è affiancato da Roy Bostock, del board di Northwest.

Il 29 ottobre 2008 la Northwest Airlines è stata fusa per incorporazione a Delta Air Lines.
Il 31 dicembre 2009, Northwest Airlines e Delta Air Lines hanno iniziato l'operatività sotto un singolo codice operativo. Delta ha continuato ad utilizzare il codice IATA di Northwest NW e ICAO NWA fino all'unificazione del sistema di prenotazione, avvenuta tra il 31 gennaio e il 1º febbraio 2010. Contemporaneamente il sito Internet www.nwa.com ha cessato di esistere e riconduce al sito istituzionale Delta.
Il 2 febbraio 2010, Northwest Airlines ha cessato ufficialmente di esistere.

## Flotta
| Aeromobile              | Numero                   | Passeggeri (First/Economy)                          | Rotte | Note                                     |
| ----------------------- | ------------------------ | --------------------------------------------------- | --- | ---------------------------------------- |
| Airbus A319-100         | 57                       | 124 (16/108)                                        | Rotte medio-corte Stati Uniti, Canada, Messico                                                                |                                          |
| Airbus A320-200         | 70                       | 148 (16/132)                                        | Rotte medio-corte Stati Uniti, Canada, Messico                                                                |                                          |
| Airbus A330-200         | 11                       | 243 (32/211)                                        | Rotte medio-lunghe Rotte transatlantiche, transpacifiche, verso l'Asia, India                                 |                                          |
| Airbus A330-300         | 21                       | 298 (34/264)                                        | Rotte medio-lunghe Rotte transatlantiche, transpacifiche, verso Honolulu                                      |                                          |
| Boeing 747-400          | 16                       | 403 (65/338)                                        | Rotte a lungo raggio Rotte transatlantiche, transpacifiche                                                    |                                          |
| Boeing 747-200F         | 11                       | cargo                                               | |                                          |
| Boeing 757-200          | 50                       | 160 (16/144) 182 (20/162) 182 (22/160) 184 (22/162) | Rotte medio-corte Nord America, rotte transatlantiche, verso l'Asia                                           | 16 configurati con Winglets              |
| Boeing 757-300          | 16                       | 224 (24/200)                                        | Rotte medio-lunghe Nord America, Hawaii                                                                       |                                          |
| Boeing 787-8            | (18 ordini) (50 opzioni) | 221 (36/185)                                        | Rotte lunghe Rotte transatlantiche, transpacifiche, verso l'Asia, Detroit-Shanghai (beginning March 25, 2009) | Entrata in servizio prevista per il 2009 |
| Douglas DC-9-30/-40/-50 | 67                       | 100 (16/84) 110 (16/94) 125 (16/109)                | Corto raggio Stati Uniti, Canada                                                                              |                                          |
| TOTALE                  | 319                      |                                                     | |                                          |

| Aeromobile         | in flotta | ordinati | opzionati | rolling options |
| ------------------ | --------- | -------- | --------- | --------------- |
| Bombardier CRJ-200 | 141       |          |           |                 |
| Bombardier CRJ-900 | 31        | 5        |           |                 |
| Embraer 175        | 28        | 6        |           |                 |
| Saab 340           | 49        |          |           |                 |
| Totale             | 249       | 11       |           |                 |

## Galleria d'immagini

Immagine relativa alla fusione con la Delta
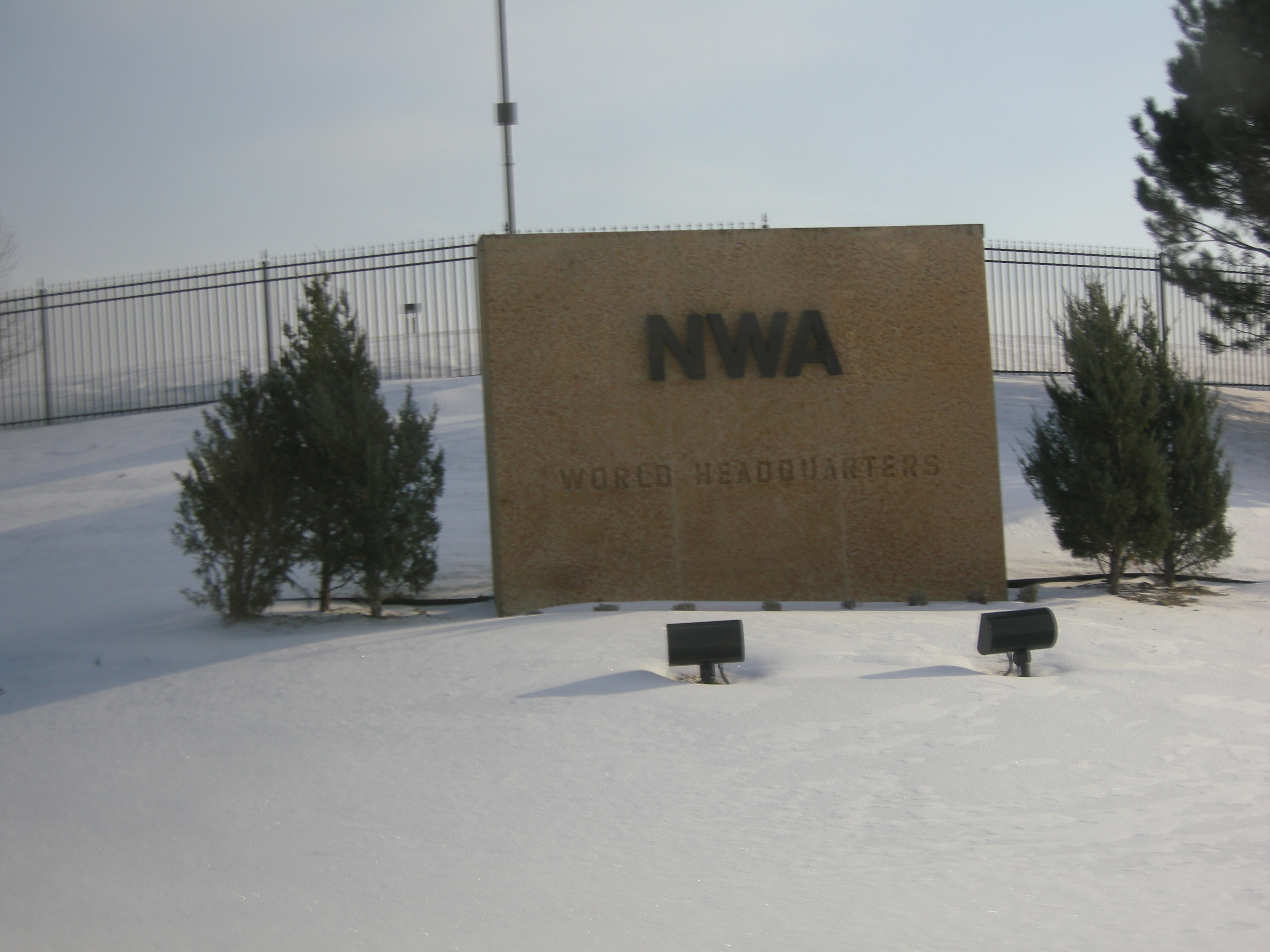
L'ingresso della sede della Northwest Airlines
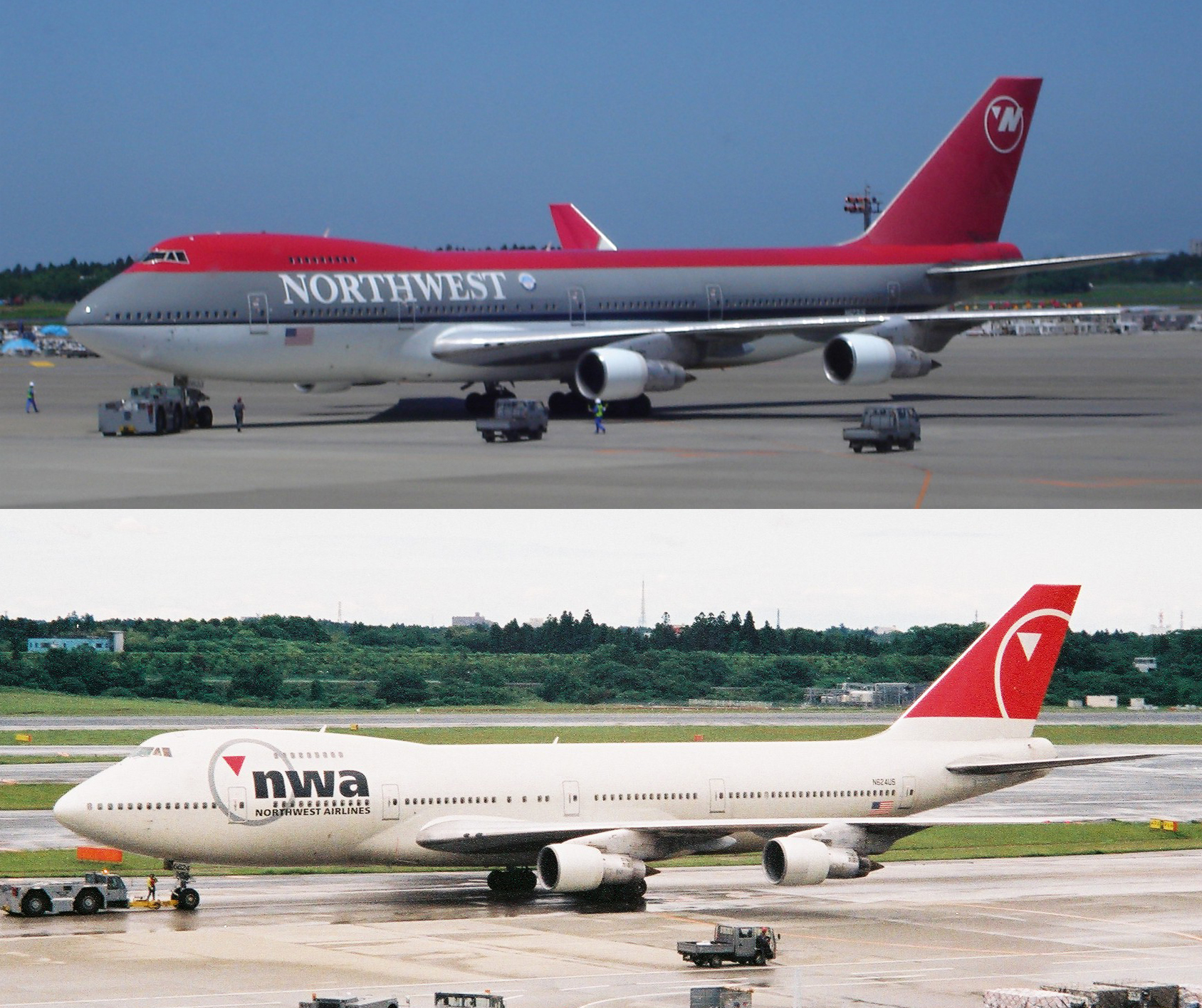
un B747 (vecchia e nuova livrea)
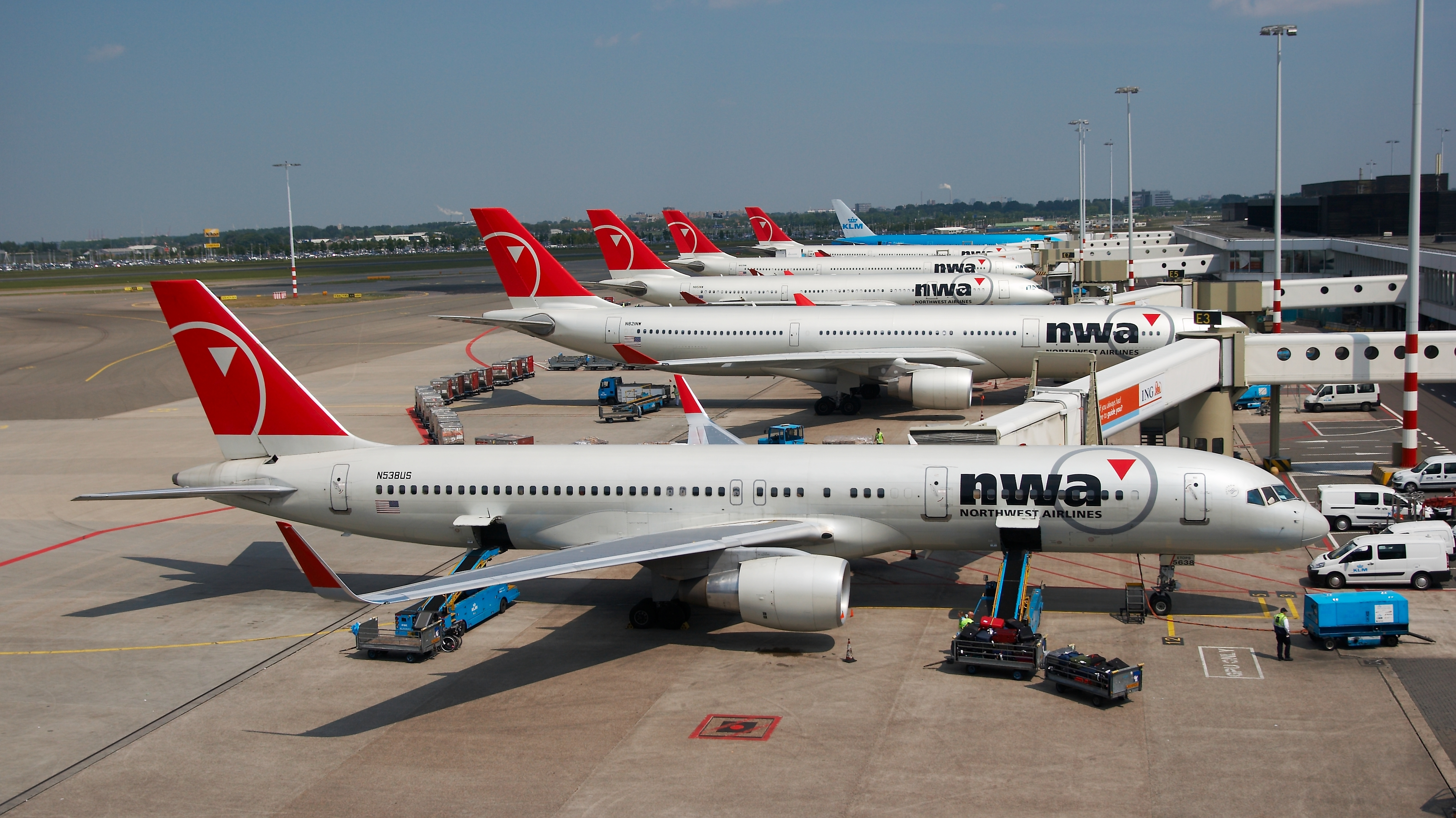
un B757
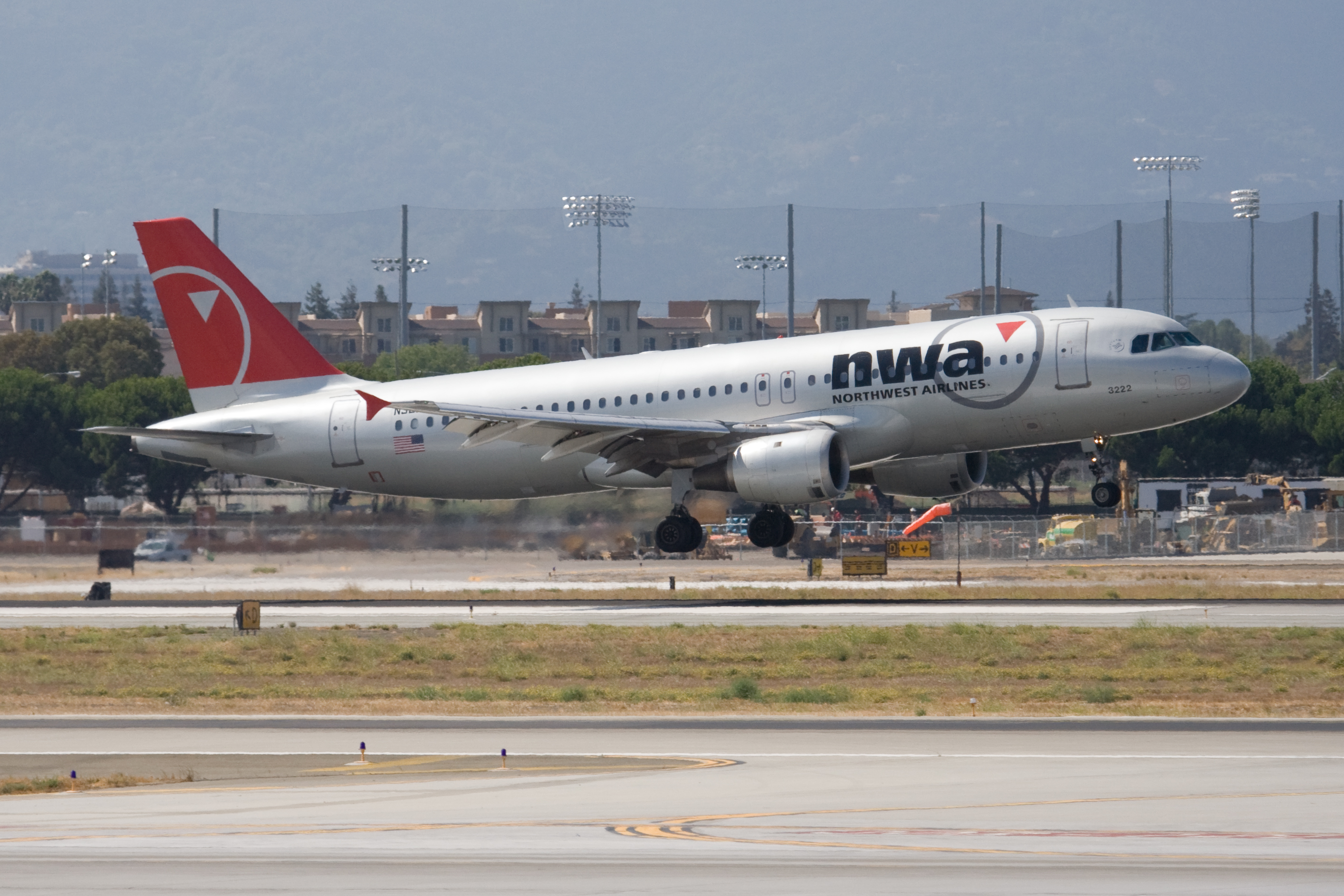
un A319
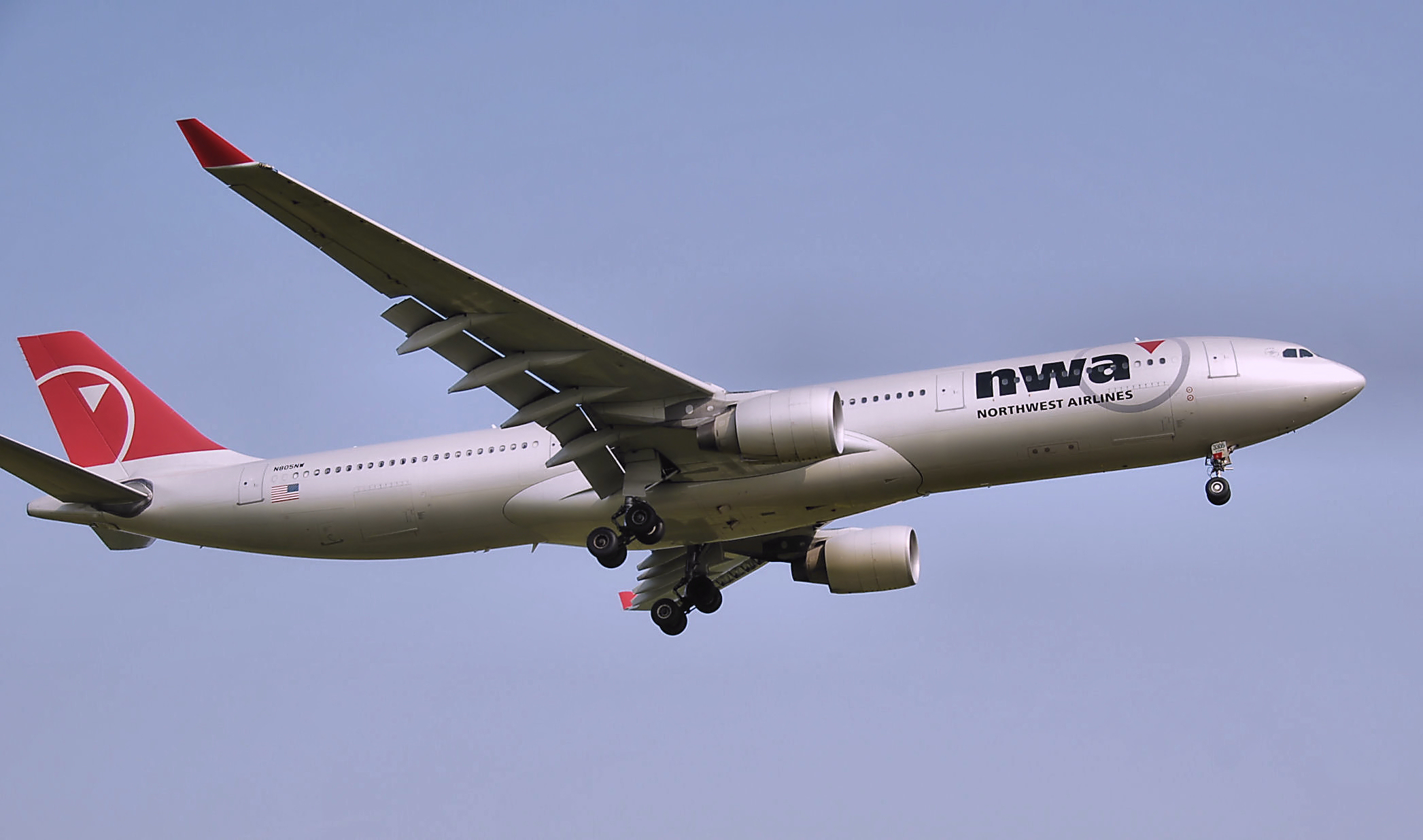
un A330
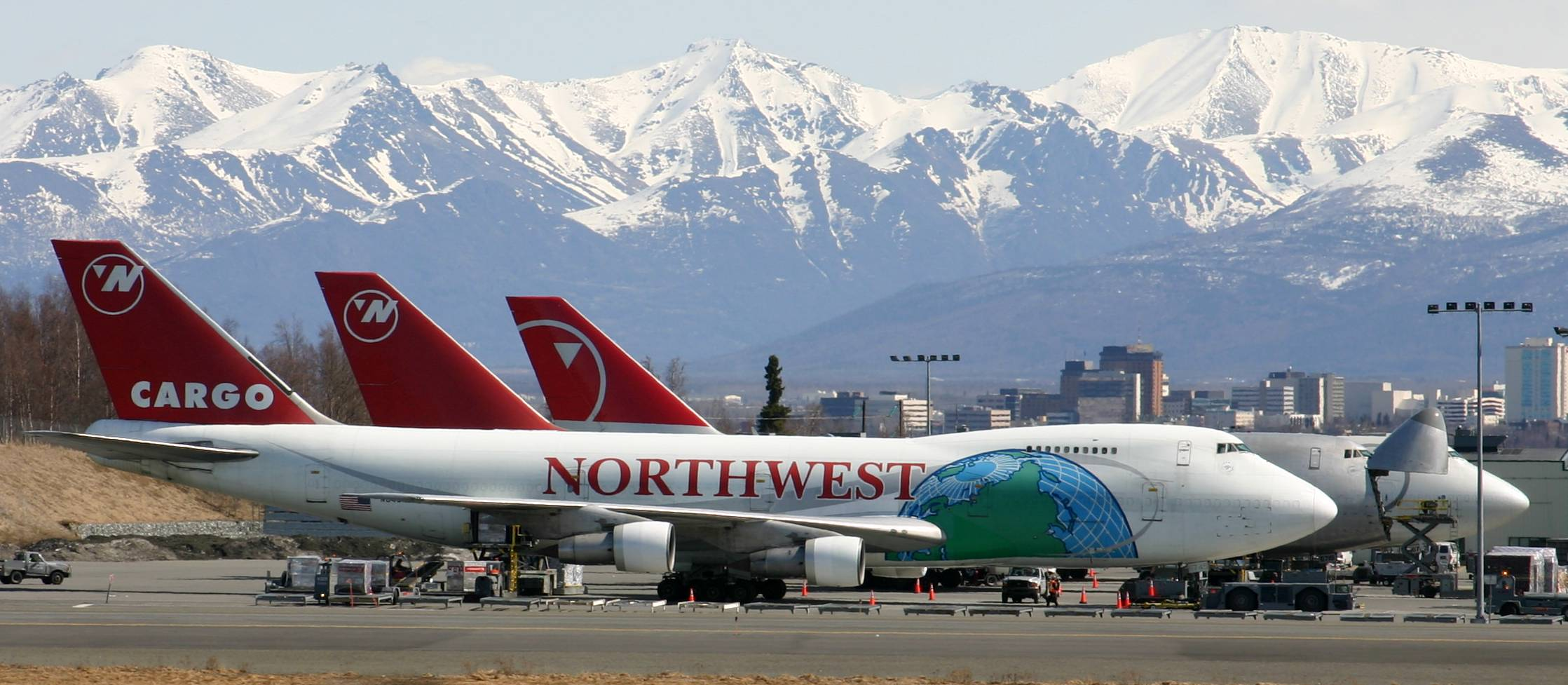
un B747 della NWA Cargo
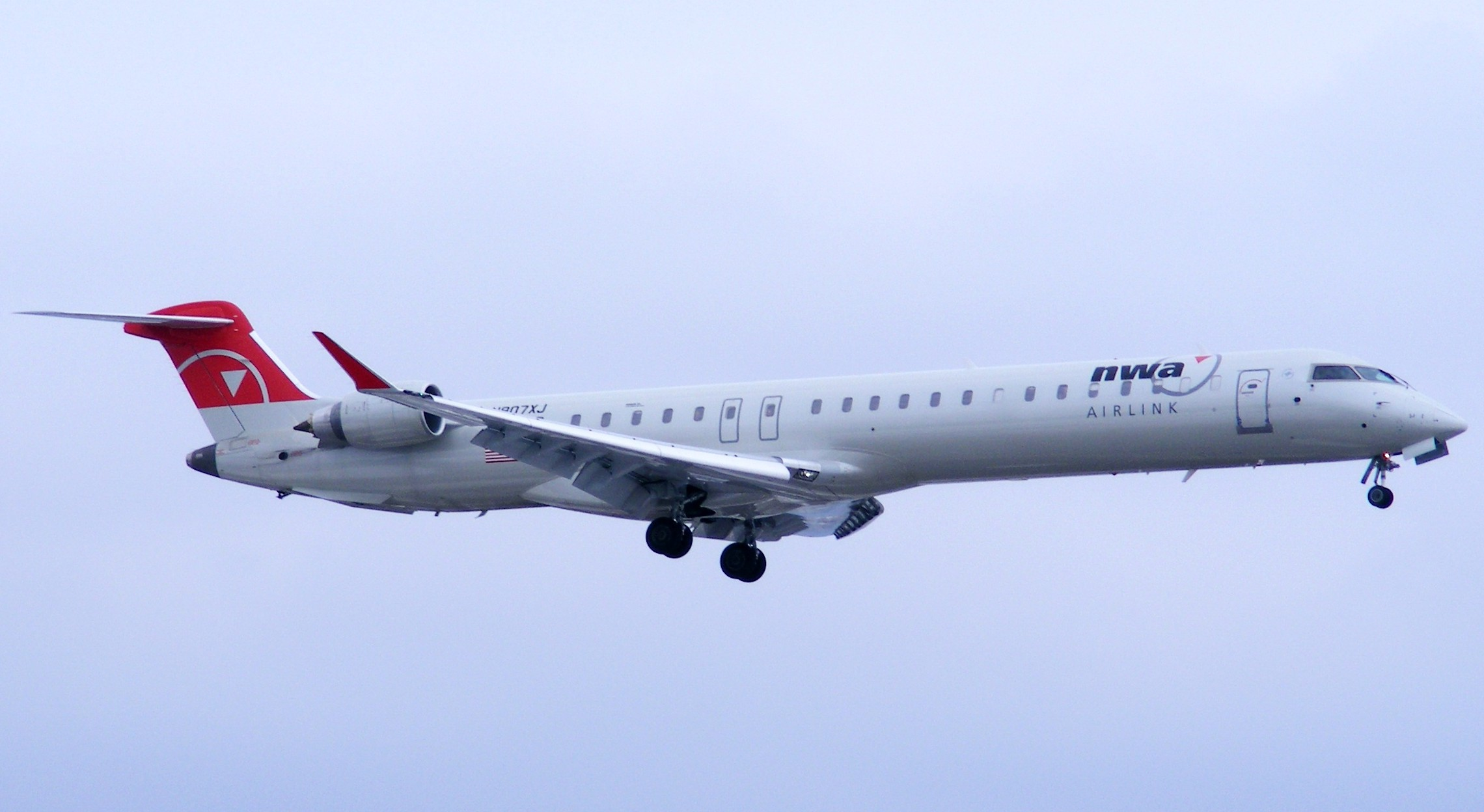
un Canadair Regional Jet CRJ-900 della Northwest Airlink
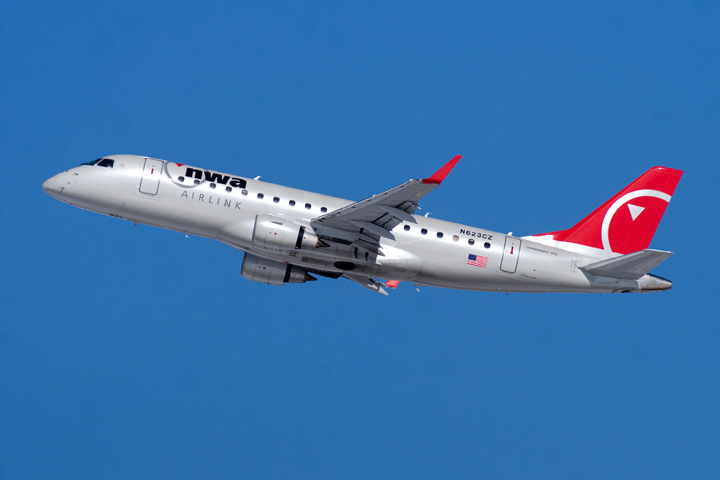
un Embraer ERJ-170-200LR della Northwest Airlink